# Louis III de Chiny
Pour les articles homonymes, voir Louis III.
Louis III de Chiny, mort à Belgrade le 12 août 1189, fut comte de Chiny de 1162 à 1189. Il était fils d'Albert Ier, comte de Chiny, et d'Agnès de Bar.
Il succéda à son père vers 1162 et favorisa l'abbaye d'Orval. Il s'engagea dans la troisième croisade aux côtés de l'empereur Frédéric Ier Barberousse, mais mourut en chemin.

## Mariage et enfants
Il avait épousé une Sophie, dont la famille reste inconnue, qui donna naissance à :
- Louis IV († 1226), comte de Chiny ;
- Gertrude, mariée à Thierry II, sire de Walcourt et de Rochefort, comte de Montaigu, avoué de Dinant[1].

Durant sa vie, la noblesse européenne commença à adopter des armoiries, et il choisit des armes inspirées de celles de sa famille maternelle : de gueules semé de croisettes d'or et aux deux bars d'or.

## Source
- Christian Settipani, La Préhistoire des Capétiens (Nouvelle Histoire généalogique de l'auguste maison de France, vol. 1), Villeneuve-d'Ascq, éd. Patrick van Kerrebrouck, 1993, 545 p. (ISBN 978-2-95015-093-6).